# Emil Rockov
Emil Rockov (szerbül: Емил Роцков) (Újvidék, 1995. január 27. –) szerb labdarúgó, az FK Sarajevo játékosa.

## Pályafutása

### Klubcsapatokban
Pályafutását kilencéves korában kezdte a Prof. Bolesnikov nevű labdarúgó akadémián. Tizenegy évesen csatlakozott a Vojvodinához, ahol kezdetekben a klub akadémiáján, majd az utánpótlás csapatokban számítottak a játékára. A 2013–2014-es szezonban lett a felnőtt csapat keretének tagja, miután aláírta első profi szerződését a klubbal, azonban tartalék kapusként egyetlen tétmérkőzésen sem lépett pályára. A következő idényre a területi ligában szereplő Sloga Temerinnek adták kölcsön. 2015 nyarán újabb kölcsönjáték következett, a újvidéki Proleter csapatában kapott játéklehetőséget. Hét bajnokin lépett pályára, majd a klub megvásárolta játékjogát a Vojvodinától és alapemberként számított rá a 2016-2017-es szezonban.
2017 februárjában visszatért a Vojvodinához és három évre szóló szerződést írt alá a klubbal. Az első csapatban és egyben a szerb élvonalban a 2016–2017-es szerb SuperLiga 22. fordulójában mutatkozott be 2017. február 19-én a szabadkai Szpartak ellen. Ezt követően a klub első számú kapusa lett, 2017 májusa és augusztusa között több mint 720 percen át nem kapott gólt bajnoki mérkőzésen. Sorozata a 2017–2018 szezon elején a belgrádi Partizan elleni mérkőzés 89. percében szakadt meg, amikor Bojan Ostojić bevette a kapuját. Mindezek ellenére őt választották a találkozó legjobbjának, miután a mérkőzésen több bravúros védést is bemutatott. 2017. december 29-én egy évvel meghosszabbította szerződését. 2018 májusában a csapat szurkolói őt választották az idény játékosának. 2018. szeptember 18-án újabb egy évvel, 2022 nyaráig meghosszabbította a szerződését. 2019 májusában egymást követő második alkalommal választották meg az idény legjobbjának a klub szurkolói. A 2019-2020-as szezonban Szerb Kupát nyert a csapattal.
2020. július 17-én a MOL Fehérvár igazolta le. 2022. január 20-án kölcsönbe visszatért a Vojvodina csapatához a szezon végéig.

### A válogatottban
A szerb felnőtt válogatottban 2019. október 10-én mutatkozott be, amikor Predrag Rajković helyére állt be csereként egy Paraguay elleni felkészülési mérkőzésen a 89. percben.

#### Mérkőzései a szerb válogatottban
| #  | Dátum             | Ellenfél | Eredmény | Kiírás              | Esemény |
| -- | ----------------- | -------- | -------- | ------------------- | ------- |
| 1. | 2019. október 10. | Paraguay | 1 – 0    | barátságos mérkőzés | 89'     |

## Magánélete
Fiatal korában karatézott. Szülei fizikusok, testvére angol nyelvből diplomázott. Rockov a Belgrádi Egyetemen pszichológiát tanult a filozófiai karon.

## Sikerei, díjai
Vojvodina
- Szerb Kupa-győztes: 2013–14, 2019–20

### Közösségi platformok
- Emil Rockov az Instagramon

### Egyéb weboldalak
- Emil Rockov pályafutásának statisztikái a Soccerbase oldalon (angolul)

- Emil Rockov adatlapja a Soccerway oldalon (angolul)
- Emil Rockov adatlapja a National Football Teams oldalán (angolul)
- Emil Rockov adatlapja a Transfermarkt oldalán (angolul)
- Emil Rockov az UEFA adatbázisában (angolul)
- Rockov Emil (magyar nyelven). hlsz
- Emil Rockov adatlapja a(z) MLSZ weboldalán (magyarul)
- Emil Rockov adatlapja a(z) Fehérvár weboldalán (magyarul)